# Шашков, Николай Александрович
Шашков Николай Александрович (25 июля 1927, Киев — 2 мая 2004, Москва) — советский военный деятель и спортивный функционер, вице-адмирал.

## Биография
Сын коменданта НКВД УССР, приводившего в исполнение приговоры о ВМН в городе Киев в 1936—1939 годах, впоследствии ставшим начальником особого отдела 2-й ударной армии майора государственной безопасности Александра Шашкова, который был тяжело ранен и застрелился при выходе из окружения.
В ВМФ — с 1951. Прошёл путь от командира группы до командира дивизии атомных подводных лодок Северного флота. Командовал атомной ракетной подводной лодкой К-172, проплывшей под Северным полюсом, а в 1968 патрулировавшей побережье Израиля с приказом атаковать побережье в случае высадки израильского десанта в Сирии.
С 1975 — председатель Спорткомитета Вооруженных Сил СССР — помощник министра обороны СССР; одновременно в 1975—1980 — председатель Федерации волейбола СССР. В 1985—1987 — уполномоченный, затем — первый заместитель председателя Комиссии государственной приемки кораблей ВМФ.
В 1990-е годы занимался общественной деятельностью, был президентом фонда «Москва-Севастополь».
С 2001 — член Олимпийского комитета России.
Погиб вместе с супругой 4 мая 2004 года в результате пожара в квартире, где они проживали. Похоронен на территории мемориала Второй ударной армии Волховского фронта в деревне Мясной Бор Новгородской области.

## Награды
- Орден Ленина
- Орден Красного Знамени
- Орден Трудового Красного Знамени
- Орден «За службу Родине в Вооружённых Силах СССР» III степени

## Семья
Жена — Шашкова Валентина Петровна. Сын — Александр (1953—2009).

## Публикации
- Развитие зарубежных гидроакустических навигационных и исследовательских систем для использования в морской геологии и геофизике/ Н. А. Шашков, А. М. Подражанский. — М.: ВИЭМС, 1988.